# Flora Martínez
Pour les articles homonymes, voir Martinez.
Flora Martínez est une actrice canado-colombienne, née le 1er novembre 1977 à Montréal.

## Biographie
Flora Martínez est née à Montréal d’une mère canadienne et d’un père colombien. Elle a grandi à Bogota en Colombie et au nord de Vancouver au Canada.
Elle est de nationalité canadienne, parle couramment français, espagnol et anglais.

## Carrière
Flora Martínez a commencé sa carrière à la télévision en Colombie apparaissant dans des telenovelas comme Mambo (1994), Maria Bonita (1995), et La Otra Mitad del Sol (1995).
Elle a étudié à l'Actors Conservatory à New York de 1997 à 1999. En 1999, elle apparaît pour la première fois dans un film, Soplo de Vida, du réalisateur colombien Luis Ospina, rôle pour lequel elle sera récompensée. Au théâtre elle a travaillé sur la mise en scène de Herat par Daniel Berardi.

## Filmographie

### Cinéma
- 1999 : Souffle de vie (Soplo de vida) : Golondrina/Pilar, la femme morte
- 2000 : L'Échange (Proof of Life) : Linda
- 2002 : Autour de Lucy (I'm with Lucy) : Melissa
- 2002 : The Secret Lives of Dentists : Patiente
- 2004 : Downtown : A Street Tale : Maria
- 2005 : Violeta de mil colores : Violeta
- 2005 : Rosario (Rosario Tijeras)
- 2007 : Tuya siempre : Lola
- 2007 : Canciones de amor en Lolita's Club : Milena
- 2008 : Arte de Roubar : Lola
- 2010 : Lastrain : Irene
- 2010 : Di Di Hollywood : María
- 2010 : Bitter Grapes : Debora

### Télévision
- 1994 : Mambo
- 1995 : María Bonita : Imelda Santos
- 1995 : Leche : Susana
- 1996 : La otra mitad del sol : Isabel
- 1999 : Divorciada : Eva
- 2003 : New York, police judiciaire (1 épisode) : Tina
- 2003 : Seer : Tina
- 2004 : La saga: Negocio de familia : Marlene
- 2005 : La ley del silencio (Série) : Natalia Aguirre
- 2007 : Mujeres Asesinas (Capítulo) : María, la croyante
- 2007 : Cartelera (1 épisode)
- 2007 : Continuarà (1 épisode)
- 2007 : Cinema 3 (1 épisode)
- 2007 : Silenci? (1 épisode)
- 2008 : Tiempo final : Alejandra
- 2008 : Los swingers : Alejandra
- 2008 : La tasación : Ines
- 2008 : Vecinos (série) : Tatiana Gomez
- 2008 : Fama Show (1 épisode)
- 2008 : Episódio Especial (1 épisode)
- 2011 : La Bruja : Amanda

## Distinctions
- Souffle de vie (Soplo de Vida) : prix de la meilleure actrice, lors du Festival des cinémas et cultures d'Amérique latine de Biarritz.
- 2006 : Rosario (Rosario Tijeras) : lauréate de la Catalina de Oro de la meilleure actrice au Festival international du film de Carthagène